# Johannes Joseph Koppes
Johannes Joseph Koppes (ur. 16 września 1843 w Canach, zm. 29 listopada 1918 w Luksemburgu) – luksemburski biskup rzymskokatolicki, biskup ordynariusz luksemburski w latach 1883–1920.

## Życiorys

### Młodość i wykształcenie
Johannes Joseph Koppes urodził się 16 września 1843 w luksemburskim miasteczku Canach jako syn nauczyciela
Johanna (Jeana) Koppesa i jego żona Anny Marii z domu Ernster. 

### Kapłan
W wieku 25 lat, w dniu 28 sierpnia 1868 roku został wyświęcony na kapłana i skierowany został do pracy jako proboszcz w Esch-Alzette. 

### Biskup
W dniu 28 września 1883 roku papież Leon XIII mianował go biskupem diecezji luksemburskiej. Sakrę biskupią przyjął z rąk kardynała Edwarda Henry'ego Howarda w dniu 4 listopada 1883 roku, stając się tym samym drugim biskupem tejże diecezji. Jako dewizę biskupią przyjął słowa "Pax et veritas" (Pokój i prawda). 
Jego kandydatura na urząd biskupa był wspierany przez profesora seminarium duchowanego Dominika Hengescha (1844-1899) i ks. Francesco Spolverini (1838-1918), internuncjusza Luksemburga. Nikolaus Nilles SJ, który początkowo był kandydatem na urząd biskupa Luksemburga również popierał kandydaturę Johannesa Josepha Koppesa. 
Był biskupem który podejmował śmiałe i odważne działania wobec liberalizmu, socjalizmu i masonerii. 
On działał bojowo i śmiało, szczególnie wobec liberalizmu, socjalizmu i masonerii. Postrzegany był przez jemu współczesnych jako ultramontanista. 
Regularnie uczestniczył jako gość w Konferencjach Episkopatu Niemiec w Fuldzie. W 1913 roku, Johannes Joseph Koppes był nawet prelegentem na Niemieckich Dniach Katolickich (Deutscher Katholiekentag) w Metz. 
Zmarł 29 listopada 1918 roku w wieku 75 lat. Jego bezkompromisowość i upór doprowadziły do kilku konfliktów z rządem liberalnym. Konsekwencją takiego postępowania była odmowa rady miejskiej Luksemburga w kwestii pochowania jego ciała w katedrze luksemburskiej. Ostatecznie pochowany został (jak jego poprzednik Nicolas Adames) w kaplicy Glacis, przed murami dawnej Twierdzy Luksemburg.